# One Prudential Plaza
One Prudential Plaza ist ein im Jahr 1955 vollendeter Wolkenkratzer in Chicago.
Nach seiner Fertigstellung 1955 war das blockformatige Gebäude das zweithöchste Hochhaus in Chicago. Der One Prudential Plaza ist 183 Meter hoch, auf seinem Dach folgt eine sehr lange Antenne, wodurch das Bauwerk insgesamt 278 Meter Höhe erreicht. Die offizielle Gebäudehöhe wird jedoch nur mit 183 Metern, also der Dachhöhe angegeben, da aufgesetzte Antennen anders als Turmspitzen nicht zur Höhe zählen. Das Bauwerk beherbergt 41 Etagen, welche vorwiegend für Büroräume genutzt werden. Das Hochhaus befindet sich unweit des Ufers des Michigansees. Direkt neben ihm steht der 303 Meter hohe Two Prudential Plaza, welcher jedoch erst 1990 errichtet wurde.

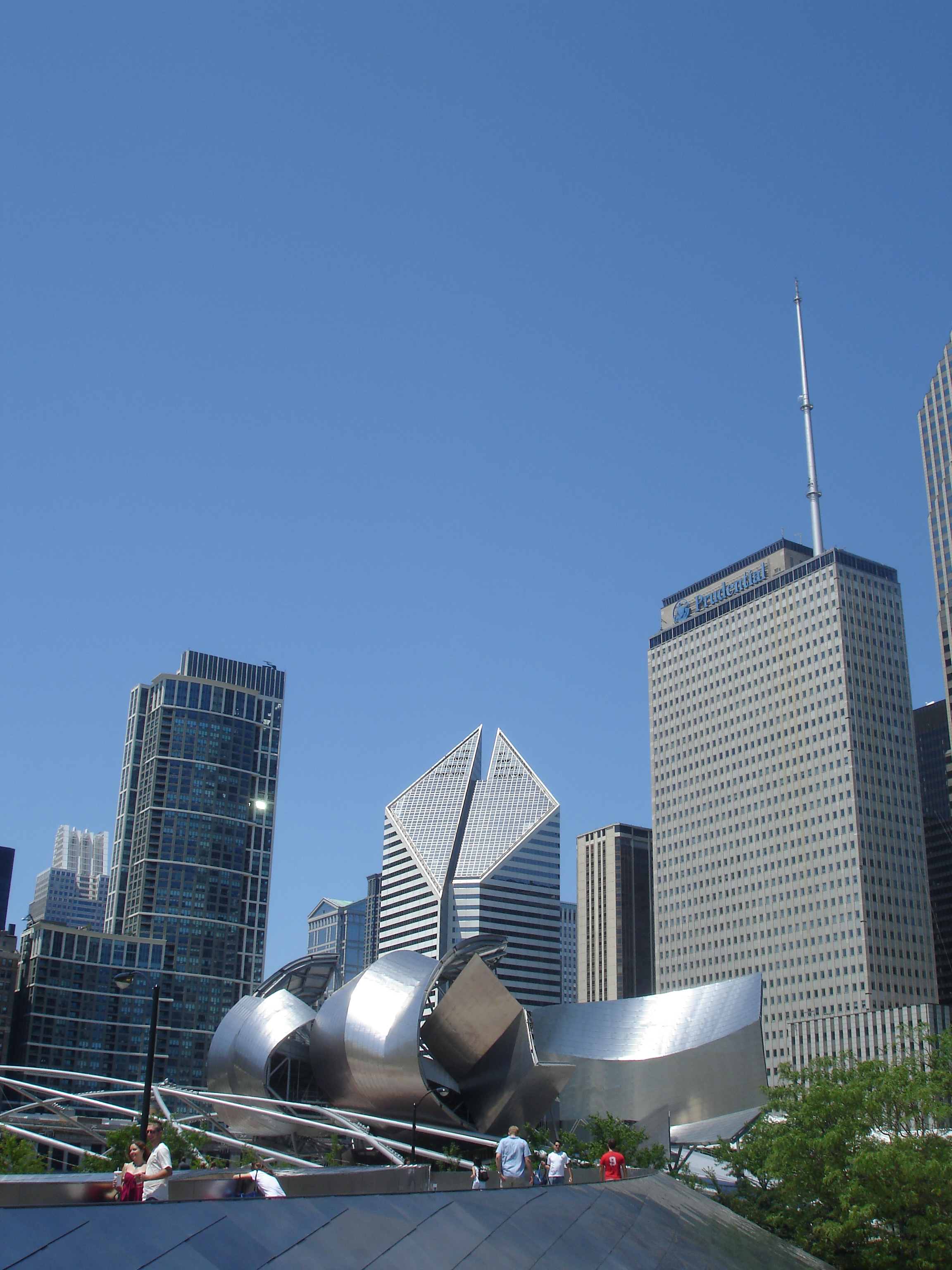
One Prudential Plaza im Stadtkontext (rechts im Bild)